# Gran Premio di superbike di Monza 1996
Il Gran Premio di Superbike di Monza 1996 è stata la quarta prova su dodici del Campionato mondiale Superbike 1996, è stato disputato il 16 giugno sul Monza e ha visto la vittoria di Carl Fogarty in gara 1, mentre la gara 2 è stata vinta da Pierfrancesco Chili.

## Risultati

### Gara 1

#### Arrivati al traguardo[3]
| Pos. | Nº | Pilota              | Motocicletta | Tempo     | Griglia | Punti |
| ---- | -- | ------------------- | ------------ | --------- | ------- | ----- |
| 1º   | 1  | Carl Fogarty        | Honda        | 32:30.739 | 3º      | 25    |
| 2º   | 3  | Aaron Slight        | Honda        | +0:00.650 | 4º      | 20    |
| 3º   | 45 | Colin Edwards       | Yamaha       | +0:01.018 | 7º      | 16    |
| 4º   | 7  | Pierfrancesco Chili | Ducati       | +0:01.021 | 1º      | 13    |
| 5º   | 2  | Troy Corser         | Ducati       | +0:01.031 | 8º      | 11    |
| 6º   | 9  | Neil Hodgson        | Ducati       | +0:11.180 | 6º      | 10    |
| 7º   | 69 | James Whitham       | Yamaha       | +0:12.603 | 11º     | 9     |
| 8º   | 36 | Kirk McCarthy       | Suzuki       | +0:22.901 | 10º     | 8     |
| 9º   | 6  | Simon Crafar        | Kawasaki     | +0:28.655 | 14º     | 7     |
| 10º  | 32 | Christer Lindholm   | Ducati       | +0:31.155 | 16º     | 6     |
| 11º  | 26 | Brian Morrison      | Ducati       | +0:31.208 | 15º     | 5     |
| 12º  | 13 | Andreas Meklau      | Ducati       | +0:46.192 | 17º     | 4     |
| 13º  | 68 | Shawn Giles         | Ducati       | +0:47.986 | 21º     | 3     |
| 14º  | 18 | Igor Jerman         | Kawasaki     | +0:57.200 | 20º     | 2     |
| 15º  | 10 | John Reynolds       | Suzuki       | +0:59.516 | 9º      | 1     |
| 16º  | 14 | Jochen Schmid       | Kawasaki     | +1:02.962 | 19º     |       |
| 17º  | 19 | Stéphane Chambon    | Ducati       | +1:05.126 | 24º     |       |
| 18º  | 24 | Anders Rasmussen    | Yamaha       | +1 giro   | 29º     |       |
| 19º  | 28 | Antonio Giangiacomo | Ducati       | +1 giro   | 30º     |       |
| 20º  | 39 | Bruno Scatola       | Kawasaki     | +1 giro   | 31º     |       |
| 21º  | 34 | Lino Pittaluga      | Yamaha       | +1 giro   | 32º     |       |
| 22º  | 38 | Ioannis Boustas     | Ducati       | +2 giri   | 27º     |       |

#### Ritirati
| Nº | Pilota               | Motocicletta | Giri     | Griglia |
| -- | -------------------- | ------------ | -------- | ------- |
| 16 | Paolo Casoli         | Ducati       | +4 giri  | 13º     |
| 27 | Jean-Marc Delétang   | Yamaha       | +4 giri  | 26º     |
| 23 | Ferdinando Di Maso   | Ducati       | +8 giri  | 25º     |
| 8  | Piergiorgio Bontempi | Kawasaki     | +17 giri | 12º     |
| 4  | Anthony Gobert       | Kawasaki     | +17 giri | 2º      |
| 41 | Michaël Paquay       | Ducati       | +17 giri | 18º     |
| 48 | Robert Phillis       | Kawasaki     | +17 giri | 23º     |
| 11 | John Kocinski        | Ducati       | +17 giri | 5º      |
| 30 | Bruno Cirafici       | Suzuki       | +18 giri | 22º     |

### Gara 2

Pierfrancesco Chili in piega sulla sua Ducati 916 nella vittoriosa seconda gara di questo GP

#### Arrivati al traguardo[4]
| Pos. | Nº | Pilota              | Motocicletta | Tempo     | Griglia | Punti |
| ---- | -- | ------------------- | ------------ | --------- | ------- | ----- |
| 1º   | 7  | Pierfrancesco Chili | Ducati       | 32:38.008 | 1º      | 25    |
| 2º   | 3  | Aaron Slight        | Honda        | +0:00.007 | 4º      | 20    |
| 3º   | 1  | Carl Fogarty        | Honda        | +0:00.109 | 3º      | 16    |
| 4º   | 2  | Troy Corser         | Ducati       | +0:00.294 | 8º      | 13    |
| 5º   | 45 | Colin Edwards       | Yamaha       | +0:06.500 | 7º      | 11    |
| 6º   | 69 | James Whitham       | Yamaha       | +0:11.625 | 11º     | 10    |
| 7º   | 10 | John Reynolds       | Suzuki       | +0:11.667 | 9º      | 9     |
| 8º   | 36 | Kirk McCarthy       | Suzuki       | +0:11.949 | 10º     | 8     |
| 9º   | 9  | Neil Hodgson        | Ducati       | +0:17.780 | 6º      | 7     |
| 10º  | 4  | Anthony Gobert      | Kawasaki     | +0:17.846 | 2º      | 6     |
| 11º  | 13 | Andreas Meklau      | Ducati       | +0:26.110 | 17º     | 5     |
| 12º  | 26 | Brian Morrison      | Ducati       | +0:40.924 | 15º     | 4     |
| 13º  | 41 | Michaël Paquay      | Ducati       | +0:43.060 | 18º     | 3     |
| 14º  | 32 | Christer Lindholm   | Ducati       | +0:43.926 | 16º     | 2     |
| 15º  | 48 | Robert Phillis      | Kawasaki     | +0:55.179 | 23º     | 1     |
| 16º  | 18 | Igor Jerman         | Kawasaki     | +0:56.790 | 20º     |       |
| 17º  | 38 | Ioannis Boustas     | Ducati       | +1:11.651 | 27º     |       |
| 18º  | 30 | Bruno Cirafici      | Suzuki       | +1:35.537 | 22º     |       |
| 19º  | 24 | Anders Rasmussen    | Yamaha       | +1 giro   | 29º     |       |
| 20º  | 34 | Lino Pittaluga      | Yamaha       | +1 giro   | 32º     |       |

#### Ritirati
| Nº | Pilota             | Motocicletta | Giri     | Griglia |
| -- | ------------------ | ------------ | -------- | ------- |
| 39 | Bruno Scatola      | Kawasaki     | +8 giri  | 31º     |
| 68 | Shawn Giles        | Ducati       | +9 giri  | 21º     |
| 27 | Jean-Marc Delétang | Yamaha       | +9 giri  | 26º     |
| 14 | Jochen Schmid      | Kawasaki     | +13 giri | 19º     |
| 16 | Paolo Casoli       | Ducati       | +14 giri | 13º     |
| 6  | Simon Crafar       | Kawasaki     | +15 giri | 14º     |
| 11 | John Kocinski      | Ducati       | +17 giri | 5º      |
| 19 | Stéphane Chambon   | Ducati       | +17 giri | 24º     |
| 23 | Ferdinando Di Maso | Ducati       | +18 giri | 25º     |